# Albrecht von Hagen
Albrecht von Hagen (11 de marzo de 1904-8 de agosto de 1944) fue un jurista alemán y combatiente de la resistencia en el tiempo del Tercer Reich.

## Biografía
Von Hagen nació en Langen, Pomerania (actualmente Łęgi), en la mansión de la familia noble de Brandeburgo Oriental-Pomerania de la que provenía. Después de estudiar Derecho en Heidelberg, donde se unió al Cuerpo Saxo-Borussia Heidelberg (un Studentenverbindung), y en Königsberg, donde hizo sus funciones de aprendiz, trabajó para el Osthilfe (un programa de la República de Weimar para el desarrollo de la economía agraria en el este de Alemania) y en un banco privado. En 1935, voluntariamente participó en cursos para oficiales de la Wehrmacht, de tal modo que al estallar la Segunda Guerra Mundial, ingresó en el ejército como teniente en la reserva. Durante una asignación en la campaña africana, llegó a conocer a Claus Graf Schenk von Stauffenberg, bajo cuya influencia se unió al movimiento de la resistencia contra los nazis. Los conspiradores consiguieron un puesto para von Hagen en el Oberkommando der Wehrmacht, donde era responsable del servicio de correo entre los puestos militares en Berlín y el llamado Führerhauptquartier "Wolfsschanze" (la Guarida del Lobo, el cuartel general militar de Hitler cerca de Rastenburg en Prusia Oriental). En mayo de 1944, Hagen, junto con Joachim Kuhn, dispusieron los explosivos que debían usarse en el atentado contra la vida de Hitler. Fue entregado a través de Hellmuth Stieff a Claus von Stauffenberg, que lo usó en el ataque en la Guarida del Lobo el 20 de julio de 1944.
Von Hagen fue arrestado inmediatamente después del fallido atentado para asesinar al Führer. Unos pocos días después, su familia también fue puesta bajo custodia. El 8 de agosto de 1944, el Volksgerichtshof lo sentenció a muerte en un juicio espectáculo, y von Hagen fue colgado posteriormente el mismo día en la prisión de Plötzensee en Berlín. En su carta de despedida a su esposa se lee:
... mit meinem Schicksal kann ich nicht hadern.
("... no puedo discutir con mi destino.")
Von Hagen era Caballero de Honor de la Orden de San Juan.